# Krebsbach (Westliche Günz)
Der Krebsbach ist ein linker Zufluss der Westlichen Günz in Schwaben (Bayern).

## Verlauf
Der Krebsbach entspringt in der Nähe von Schögglins (Gemeinde Böhen). Auf seiner etwa 18 km langen Weg ungefähr nach Norden durchfließt er die Ortschaften Hawangen, Ungerhausen und Holzgünz, um dann zwischen Günz und Lauben in die Westliche Günz zu münden.

## Bäche die in den Krebsbach münden
- Hungerbach, von rechts und Südosten auf etwa 651 m ü. NHN vor der Eymühle von Lachen
- Schmidbach, von links und Süden auf etwa 607 m ü. NHN bei Ungerhausen
- Kohbach, von links und Westen auf etwa 598 m ü. NHN bei Holzgünz